# Stratiomys rufiventris
Stratiomys rufiventris är en tvåvingeart som beskrevs av Charles Howard Curran 1928. Stratiomys rufiventris ingår i släktet Stratiomys och familjen vapenflugor.
Artens utbredningsområde är Kongo. Inga underarter finns listade i Catalogue of Life.